# Der Mandant (Roman)
Der Mandant (englisch: The Lincoln Lawyer) ist der 16. Roman des US-amerikanischen Krimi-Autors Michael Connelly und sein erster Roman mit Mickey Haller als Hauptfigur. Er erschien 2005, in deutscher Übersetzung 2007. Das Buch wurde 2006 mit dem Shamus Award und dem Macavity Award als „Bester Roman“ ausgezeichnet.
2011 wurde der Roman unter dem Titel Der Mandant mit Matthew McConaughey in der Rolle des Mickey Haller verfilmt. Die Netflix-Serie The Lincoln Lawyer aus dem Jahr 2022 basiert ebenfalls auf den Mickey-Haller-Romanen, wobei Haller von Manuel Garcia-Rulfo gespielt wird.

## Handlung
Michael „Mickey“ Haller ist Rechtsanwalt in Los Angeles. Sein Büro ist sein Lincoln Town Car, in dem ihn sein Chauffeur Earl Briggs von Termin zu Termin fährt. Mickey Haller war zweimal verheiratet und hat aus der ersten Ehe mit der Staatsanwältin Maggie McPherson, von Mickey auch Maggie McFierce genannt, eine Tochter, Hayley Haller. Seine zweite Ex-Frau ist Lorna Taylor, die als seine Sekretärin, Fallmanagerin und Buchhalterin darauf achtet, dass auch Geld hereinkommt.
Mickey Haller hat zwei Preislisten. Liste B hat flexible Preise, die sich danach richten, was die Klienten überhaupt bezahlen können. Preisliste A ist für die seltenen Fälle von Kunden, mit denen man tatsächlich Geld verdienen kann. 
Über den  Kautionsvermittler Fernando Valenzuela wird Haller Verteidiger von Louis Ross Roulet, dem Sohn von Mary Windsor, der ein großes Maklerbüro gehört. Roulet wird der Vergewaltigung und des versuchten Mordes beschuldigt. Haller wittert einen Fall, der sein Prestige pushen kann und außerdem ohne Zweifel die Anwendung von Preisliste A gestattet.
Paul Levin, Hallers Ermittler, findet heraus, dass in der Bar, in der Roulet das Opfer, Reggio Campo, getroffen hat, eine Videokamera installiert ist. Die Aufnahme der fraglichen Zeit zeigt, dass Campo Roulet angesprochen hatte und ihm einen Zettel zugesteckt hatte. Mickey Haller sieht darin einen eindeutigen Beweis, dass Roulet nicht der Täter gewesen ist. Warum sollte er eine Frau zum Sex zwingen, die ihn eingeladen und die er bezahlt hatte? Siegessicher verhandelt Haller mit dem zuständigen Staatsanwalt, dem unerfahrenen Ted Minton. Doch dieser hat handfeste Beweise: Am Tatort wurde ein blutbeschmiertes Messer mit den Initialen von Roulet gefunden, das Messer, mit dem er Reggio Campo angegriffen haben soll.
Mickey Haller beginnt an der Glaubwürdigkeit von Roulet zu zweifeln. Plötzlich fällt ihm auf, dass Reggio Campo eine verblüffende Ähnlichkeit mit Martha Renteria, einer Nachtklubtänzerin, hat. Renteria wurde vergewaltigt und bestialisch durch viele Messerstiche ermordet. Die Polizei war sicher, dass Jesus Menendez der Täter gewesen war. Haller hatte damals Menendez verteidigt und ihm geraten, sich schuldig zu bekennen, um der Todesstrafe zu entgehen; und dies obwohl Menendez immer seine Unschuld beteuert hatte. Haller fliegt nach San Francisco und spricht mit Menendez in San Quentin. Menendez kann auf einem Foto Roulet als den Mann identifizieren, der auch in dem Nachtklub war, in dem er Martha Renteria angesprochen hatte. Mickey Haller ist erschüttert: Roulet, den er für unschuldig gehalten hat, ist wahrscheinlich ein Serientäter, und Menendez, den er für schuldig gehalten hatte, sitzt unschuldig im Gefängnis!
Mickey Haller bereitet weiter den Prozess gegen Roulet vor, beauftragt aber gleichzeitig Paul Levin, die Vergangenheit seines Klienten zu erkunden. Haller und Levin finden immer mehr Sexualdelikte, die wahrscheinlich von Roulet begangen worden waren. Anfang April sind Haller und Levin zum Auftaktspiel der Los Angeles Dodgers in der Baseballsaison 2005 verabredet, doch Levin taucht nicht auf. Mitten im Spiel bekommt Haller einen Anruf der Polizei: Levin wurde ermordet, und zwar mit Hallers Pistole, wie sich später herausstellt. Mickey Haller weiß, wer der Mörder seines Freundes ist. Was soll er nun tun? Sein Plan: weiter der Verteidiger von Roulet zu bleiben, ihn aber gleichzeitig im Fall von Martha Renteria zu überführen und damit Jesus Menendez frei zu bekommen.
Am 23. Mai beginnt der Prozess gegen Roulet. Und in den Minuten vor Prozessbeginn sagt Roulet zu Haller, er wisse, was Haller denke. Er erpresst Haller damit, dass er Hallers Pistole der Polizei zuspielen könnte. 
Haller versetzt gezielt Nadelstiche gegen die Glaubwürdigkeit der Zeugen der Anklage. Er will den Ankläger dazu bringen, dass er einen Spitzel aus dem Gefängnis in den Zeugenstand bringt. Haller hat Wind davon bekommen, dass die Anklage mit diesem Spitzel eine Falschaussage vereinbart hat. Der Spitzel wird aussagen, dass sich Roulet ihm gegenüber mit dem Angriff auf Campo gebrüstet hat. Und Haller schafft es. Der Staatsanwalt ruft D. J. Corliss in den Zeugenstand. Im Kreuzverhör bringt Haller den Spitzel dazu, dass er auch aussagt, dass Roulet ihm gegenüber auch den Mord an Martha Renteria gestanden hat; eine Aussage, die die Unschuld von Jesus Menendez beweist. Haller hat über eine seiner Klientinnen, die in derselben Drogenklinik war wie Corliss, diese Aussage eingefädelt. Die anwesenden Polizisten werden hellhörig. Danach demontiert Haller den Polizeispitzel, woraufhin die Staatsanwaltschaft die Anklage gegen Roulet wegen des Angriffs auf Campo fallen lässt. Als Roulet als freier Mann aus dem Gerichtssaal geht, wird er wegen des dringenden Verdachts, Martha Renteria und weitere Frauen vergewaltigt und ermordet zu haben, festgenommen. Mickey Hallers Plan ist aufgegangen.
Womit Haller allerdings nicht gerechnet hatte: Roulet wird kurz darauf von der Polizei freigelassen. Haller gerät in Panik: Roulet hatte mit einem Übergriff auf seine Tochter Hayley gedroht. Haller setzt alle Hebel in Bewegung, um seine Tochter in Sicherheit zu bringen. Als er sein Haus verlassen will, um zu seiner Tochter zu fahren, schießt Roulets Mutter, Mary Alice Windsor, auf ihn und verletzt ihn durch einen Bauchschuss. In Notwehr schießt er zurück und tötet die Angreiferin. Die Polizei trifft sofort nach dem Schusswechsel ein. Sie hatte Roulet absichtlich freigelassen und ihn beschattet. Dass seine Mutter die Rache vollziehen würde, damit hatte die Polizei jedoch nicht gerechnet. Die Mutter war es auch, die Paul Levin erschossen hatte.
Erst nach drei Operationen und fünf Monaten Rekonvaleszenz ist Haller wiederhergestellt. Sein Schuldgefühl wegen der Verurteilung von Menendez, der im Gefängnis, in dem er unschuldig saß, mit HIV infiziert wurde, und der Ermordung von Levin wird ihn jedoch weiter verfolgen.

## Rezeption
Die New York Times findet, dass Connelly in seinem ersten Gerichtsthriller das Genre meistert und ein „kraftvolles Drama voll Zynismus“ liefert, das von der Figur des windigen Anwalts Mickey Haller lebe. Hallers Motto sei: „Das Gesetz hat nichts mit Wahrheit zu tun. Es geht um Verhandeln, Hindrehen und Manipulieren.“ Die Rezension kommt zum Fazit, dass Connelly „zu einigen billigen Tricks“ greife, aber mit Mickey Haller eine interessante Figur geschaffen habe.
Die Rezension von Krimi-Couch.de betont die realistischen Einblicke in das amerikanische Justizsystem, die man in dem Roman glaubhaft vor Augen geführt bekomme: „Gerechtigkeit hat im Gerichtssaal nichts zu suchen.“ Das Finale des Romans habe Connelly mit einer aus dem Hut gezauberten Wende „allzu routiniert“ gestaltet, findet der Rezensent. Er meint trotzdem, die Lektüre des Buchs mache neugierig auf weitere Abenteuer des Lincoln Lawyers.

## Ausgaben
- Michael Connelly: The Lincoln Lawyer. Little, Brown and Company, 2005 ISBN 0-316-73493-4
- Michael Connelly: Der Mandant. Aus dem Amerikanischen von Sepp Leeb. Heyne, München, 2007 ISBN 978-3-453-01434-3; als Taschenbuch: dto., 2009 ISBN 978-3-453-43367-0
- Michael Connelly: Der Lincoln Lawyer: Sein erster Fall. Übersetzt von Sepp Leeb. Kampa-Verlag, Zürich, 2024 ISBN 978-3-311-12079-7, auch als E-Book.